# Phegopteris emarginata
Phegopteris emarginata là một loài dương xỉ trong họ Thelypteridaceae. Loài này được Fee, Salom. mô tả khoa học đầu tiên năm 1883.
Danh pháp khoa học của loài này chưa được làm sáng tỏ. 